# Корчемство
Корчемство — в Московії і Російській імперії таємне виробництво і торгівля спиртними напоями і іншими товарами, що становили монополію держави або обкладеними акцизом.
Товарами казенного інтересу були в тому числі пиво, тютюн і сіль, але частіше під кормчеством мали на увазі таємне провезення і продаж хлібного вина (горілки).